# العبودية في الجزائر

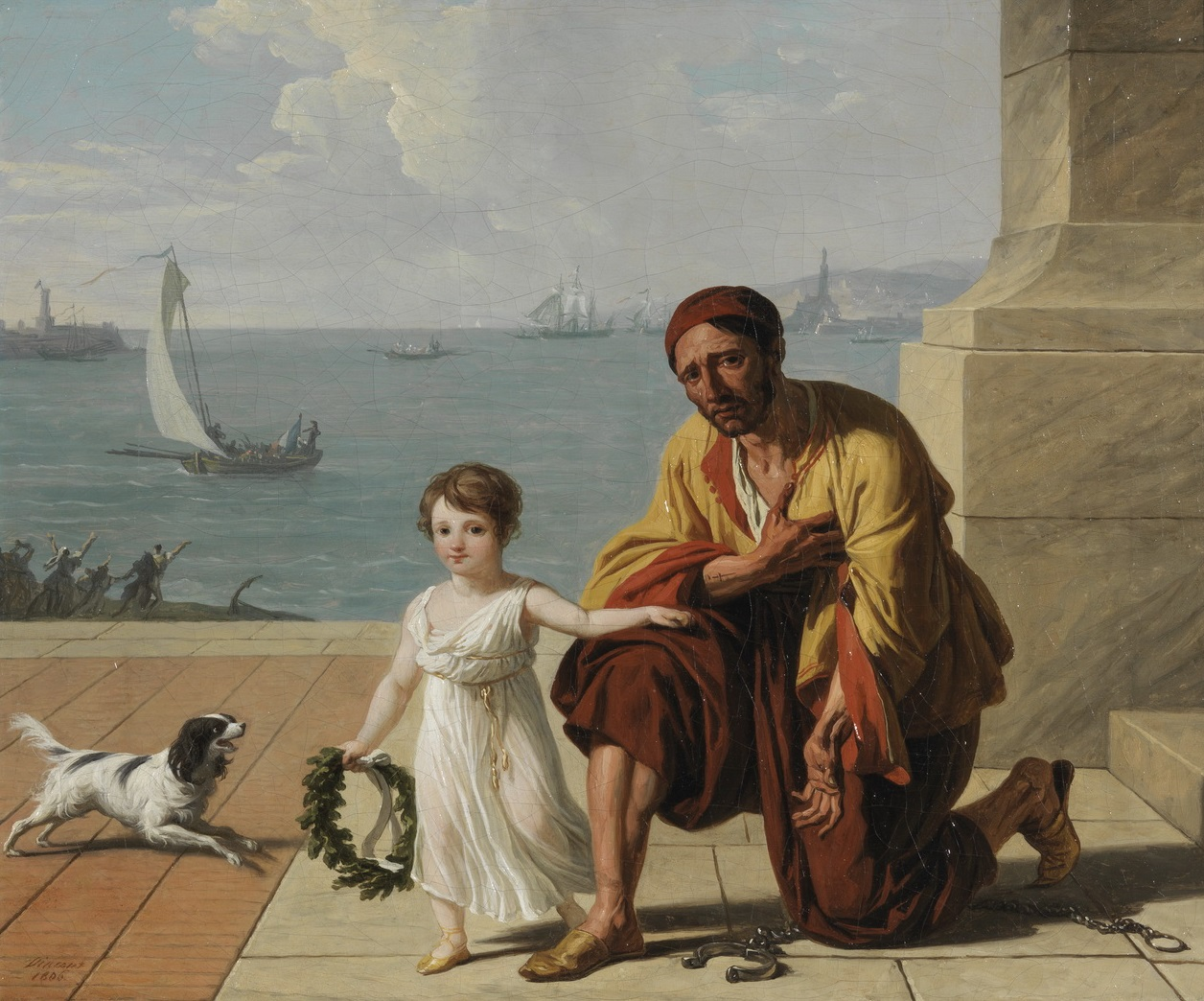
رمزية تحرير عبيد الجزائر، بقلم جيروم بونابرت، 1806، زيت على قماش.

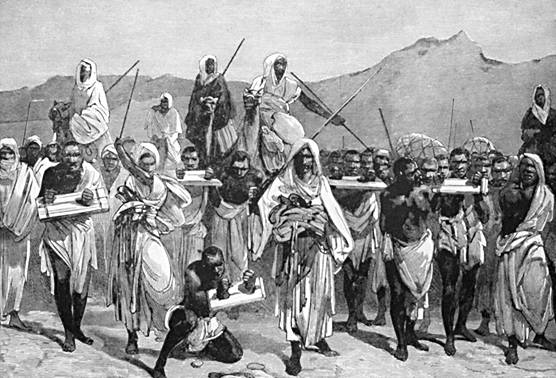
تصوير للعبيد أثناء نقلهم عبر الصحراء الكبرى.

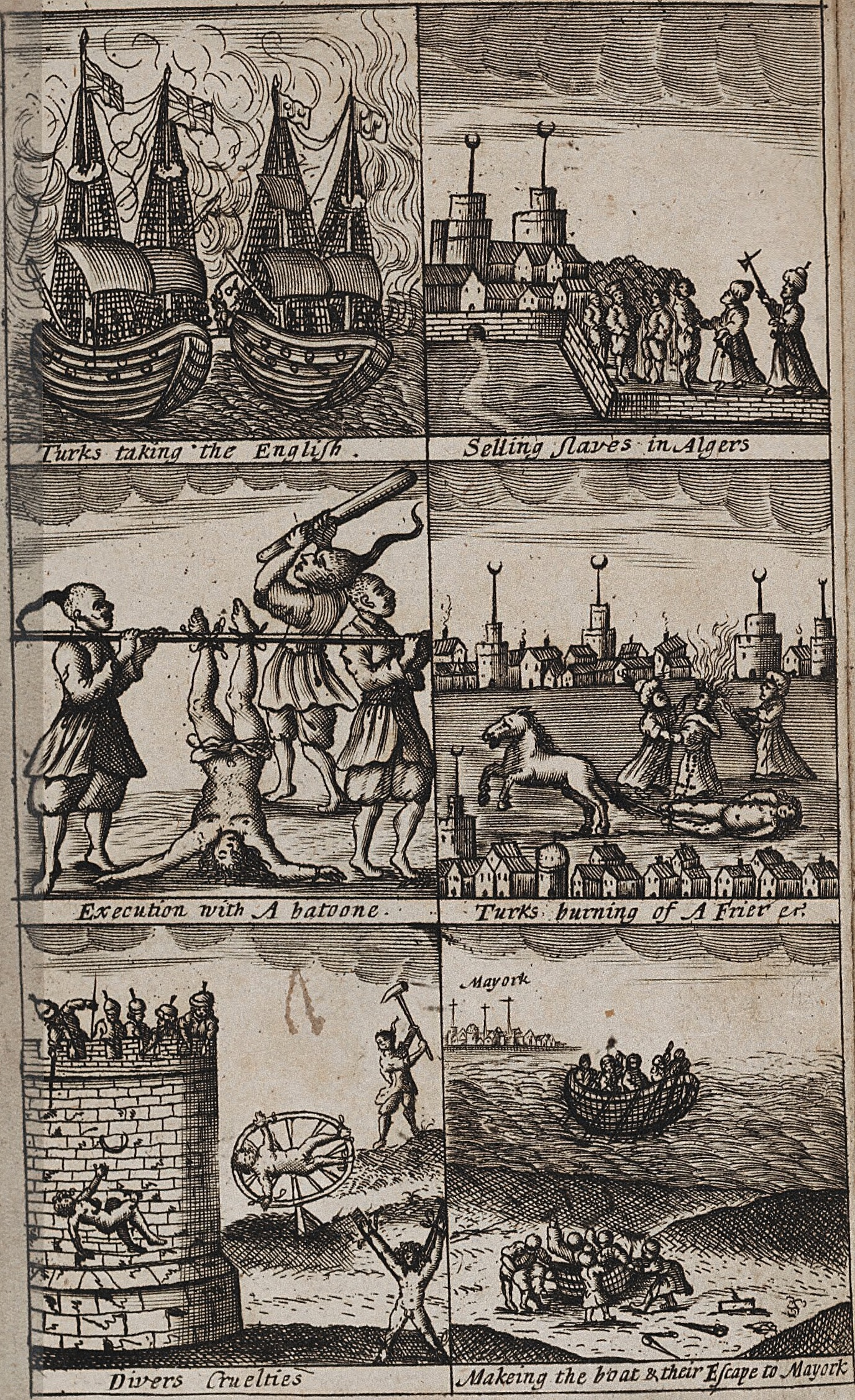
عبودية الكتب القديمة في الجزائر.

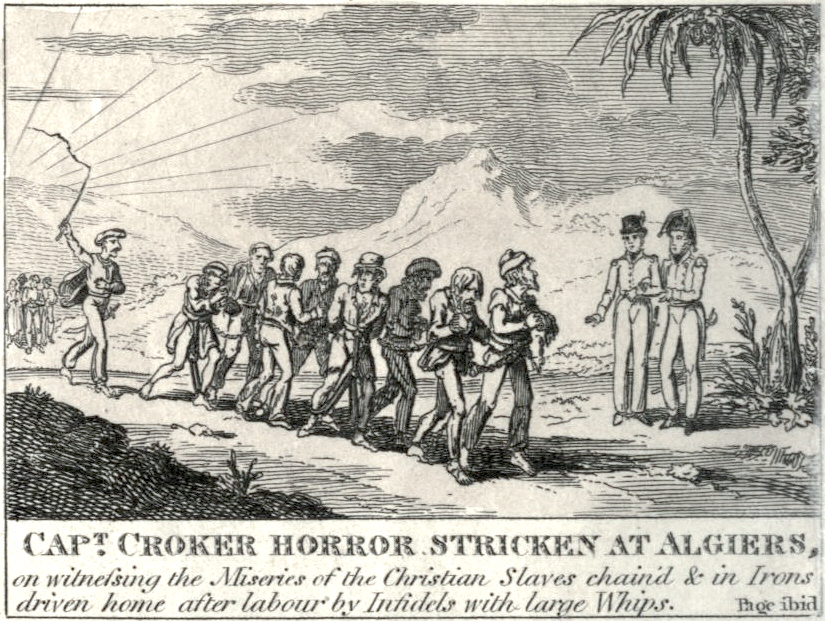
الكابتن والتر كروكر يصاب بالرعب في الجزائر 1815.

تعرف العبودية منذ العصور القديمة في المنطقة التي عرفت لاحقا باسم الجزائر. كانت الجزائر مركزا لطريق تجارة الرقيق عبر الصحراء الكبرى للأفارقة السود المستعبدين من إفريقيا جنوب الصحراء الكبرى فضلا عن كونها مركزا لتجارة الرقيق البربرية للأوروبيين الذين وقعوا في قبضة القراصنة البربر.
تم حظر العبودية رسميا في عام 1848 لكن السلطات الاستعمارية الفرنسية في الجزائر كانت بطيئة في فرض التحرير خوفا من أن يؤدي ذلك إلى اضطرابات بين الجزائريين ضد الفرنسيين وكانت العبودية وتجارة الرقيق لا تزال مستمرة في أوائل القرن العشرين.

## تجارة الرقيق

### تجارة الرقيق الأفريقية
منذ العصور القديمة كانت الجزائر مركزا لتجارة الرقيق عبر الصحراء الكبرى للأفارقة المستعبدين من أفريقيا جنوب الصحراء الكبرى عبر الصحراء الكبرى إلى عالم البحر الأبيض المتوسط.
كانت واحة ورقلة في الصحراء الجزائرية التي كانت تقع في موقع استراتيجي بين نهر النيجر والبحر الأبيض المتوسط مركزا تجاريا رئيسيا للأفارقة المستعبدين من ما أشار إليه العرب ببلاد السودان ("أرض السود") جنوب الصحراء الكبرى عبر الصحراء لبيعهم إلى الشواطئ الجنوبية والشرقية للبحر الأبيض المتوسط. كان العبيد الأفارقة الذين يتم الاتجار بهم عبر الصحراء الكبرى وهي الرحلة التي أجبر معظمهم على القيام بها سيرا على الأقدام ثم يحتجزون للراحة في الواحة بعد رحلة خطيرة لم ينج منها الكثير منهم قبل أن يستمروا في الذهاب إلى سوق العبيد في البحر الأبيض المتوسط. تم تعليم العبيد اللغة العربية البدائية حتى يتمكنوا من التواصل مع أسيادهم المستقبليين كما علمهم بعض تجار العبيد الإسلام استعدادا للتحول.
استمرت تجارة الرقيق من جنوب الصحراء الكبرى في إفريقيا بشكل علني حتى منتصف القرن التاسع عشر.
تم استعباد أكثر من 28 مليون شخص من جنوب الصحراء الكبرى في شمال إفريقيا على مدار تجارة الرقيق عبر الصحراء الكبرى.

### تجارة الرقيق الأوروبية
هناك أدلة تاريخية على غارات العبيد المسلمين في شمال إفريقيا على طول سواحل البحر الأبيض المتوسط عبر أوروبا المسيحية. كانت غالبية العبيد الذين تم تداولهم عبر منطقة البحر الأبيض المتوسط من أصل أوروبي في الغالب من القرن السابع إلى القرن الخامس عشر. في القرن الخامس عشر باع الإثيوبيون العبيد من مناطق الحدود الغربية (عادة خارج مملكة إمبراطور إثيوبيا) أو إيناريا.
بين القرن السادس عشر وأوائل القرن التاسع عشر كان المغرب مركزا لتجارة الرقيق البربرية للأوروبيين الذين وقعوا في قبضة القراصنة البربر في المحيط الأطلسي والبحر الأبيض المتوسط.
كان القراصنة والبحارة البربريون من مقاطعات الدولة العثمانية شبه المستقلة في شمال إفريقيا إيالة الجزائر وبايلك تونس وطرابلس الغرب العثمانية وسلطنة المغرب المستقلة تحت حكم الأسرة العلوية (الساحل البربري) بمثابة آفة البحر الأبيض المتوسط. وقد وفر الاستيلاء على السفن التجارية واستعباد أو فدية طواقمها لحكام هذه الدول الثروة والقوة البحرية. وقد عملت منظمة الآباء الثالوثيين أو منظمة "ماثورين" من مملكة فرنسا لقرون بمهمة خاصة تتمثل في جمع وتوزيع الأموال لإغاثة ودفع فدية أسرى قراصنة البحر الأبيض المتوسط.
وفقا لروبرت ديفيس تم القبض على ما بين 1 و1.25 مليون أوروبي من قبل قراصنة البربر وبيعهم كعبيد بين القرنين السادس عشر والتاسع عشر.
انتهت تجارة الرقيق الأوروبية بعد حروب البربر في أوائل القرن التاسع عشر. كانت هناك حملة مستمرة من قبل العديد من القوات البحرية الأوروبية والبحرية الأمريكية لقمع القرصنة ضد الأوروبيين من قبل دول شمال إفريقيا البربرية. ومع ذلك كان الهدف المحدد لهذه الحملة هو تحرير العبيد المسيحيين ووقف ممارسة استعباد الأوروبيين. وتحقيقا لهذه الغاية كانت ناجحة جزئيا حيث حرر داي الجزائر حوالي 3000 عبد بعد قصف الجزائر (1816) ووقع معاهدة ضد استعباد الأوروبيين. ومع ذلك لم تنته هذه الممارسة تماما حتى الغزو الفرنسي للجزائر.
حرر الداي 1083 عبدا مسيحيا والقنصل البريطاني وسدد أموال الفدية التي تم أخذها في عام 1816 حوالي 80.000 جنيه إسترليني. تم تحرير أكثر من 3000 عبد في المجموع لاحقا. ويشير دريشر إلى أن الجزائر كانت "الحالة الوحيدة في ستين عاما من قمع تجارة الرقيق البريطانية حيث فقد عدد كبير من البريطانيين أرواحهم في القتال الفعلي". ومع ذلك وعلى الرغم من الجهود البحرية البريطانية كان من الصعب تقييم التأثير الطويل الأمد لقصف الجزائر حيث أعاد الداي بناء الجزائر واستبدل العبيد المسيحيين بالعمال اليهود واستمرت تجارة الرقيق في البربرية في عهد الداي اللاحقين (انظر مؤتمر إيكس لا شابيل (1818)). ولم تنته مشاركة الجزائر في تجارة الرقيق بشكل قاطع حتى الغزو الفرنسي للجزائر في عام 1830.

## الوظيفة والظروف

### الإماء
كانت الإماء تستخدم في المقام الأول إما كخادمات منزليات أو محظيات (عبيد جنس). كانت محظيات العبيد الجنسيات للرجال الحضريين الأثرياء اللاتي أنجبن ابنا لعبدهن يعدن الأكثر امتيازا حيث أصبحن أم ولد وأصبحن أحرارا عند وفاة عبدهن وكانت محظية البدو تعيش في الغالب نفس حياة بقية أفراد القبيلة ونساء العائلة. كانت الإماء المنزليات يعيشن حياة صعبة وكان التكاثر بين العبيد منخفضا ولوحظ أن معدل وفيات الرضع كان مرتفعا بين العبيد وأن العبيد الإناث غالبا ما كن يتعرضن للاغتصاب في طفولتهن ونادرا ما يعشن في الأربعينيات من العمر وأن أصحاب العبيد الفقراء غالبا ما كانوا يمارسون الدعارة معهن.
بعض النساء اللاتي وقعن ضحايا للعبودية الجنسية كمحظيات انتهى بهن المطاف في حريم رجال نافذين وباعتبارهن محظيات مفضلات كان بإمكانهن أحيانا تحقيق النفوذ وهو ما لوحظ في التقارير الدبلوماسية المعاصرة. في تقرير من عام 1676 يذكر أن الحاج محمد باشا داي الجزائر كان متزوجا من محظية عبدة سابقة وصفت بأنها "امرأة إنجليزية ماكرة طماعة كانت تبيع روحها مقابل رشوة" والتي اعتبرها الإنجليز "أمرا مكلفا للحفاظ عليها لصالحها ... من أجل الريف".

### العبيد الذكور
كان العبيد الذكور يستخدمون كعمال أو خصيان أو جنود. كانت ظروف العبودية يمكن أن تكون صعبة للغاية وكان العبيد الذكور يجبرون على العمل في أعمال شاقة في البناء الثقيل وفي المحاجر وكعبيد قوادس يجدفون القوادس بما في ذلك قوادس القراصنة البربريين أنفسهم.

## الإلغاء

### إلغاء تجارة الرقيق في بلاد البربر
انتهت تجارة الرقيق بين الأوروبيين بعد حروب بلاد البربر في أوائل القرن التاسع عشر.
في الحادي عشر من أكتوبر 1784 استولى القراصنة المغاربة على السفينة الشراعية الأمريكية بيتسي. تفاوضت الحكومة الإسبانية على تحرير السفينة الأسيرة وطاقمها ومع ذلك نصحت إسبانيا الولايات المتحدة بتقديم الجزية لمنع المزيد من الهجمات ضد السفن التجارية. قرر وزير الولايات المتحدة في فرنسا توماس جيفرسون إرسال مبعوثين إلى المغرب والجزائر لمحاولة شراء المعاهدات وحرية البحارة الأسرى لدى الجزائر.
تم القضاء على العبودية البربرية بعد الحرب البربرية الثانية.
عندما سيطر الفرنسيون على الجزائر وألغوا العبودية في عام 1848 لم يتم ذكر سوى العبيد السود الأفارقة.

### إلغاء تجارة الرقيق والعبودية الأفريقية
تم إلغاء العبودية في الجزائر بعد الغزو الفرنسي للجزائر في الفترة من 1830 إلى 1848. وكان الإلغاء نتيجة لحقيقة إلغاء العبودية في فرنسا وكانت الجزائر جزءا من فرنسا كونها مستعمرة فرنسية وبالتالي تقع تحت القانون الفرنسي.
اعتبر إقرار قانون 18 يوليو 1845 الذي منح العبيد حقوقا أكبر بمثابة سابقة لتحرير العبيد. كما نوقشت القضية مع المسؤولين الفرنسيين الاستعماريين في الجزائر. في عام 1847 نصح المارشال بيجو بشدة ضد إلغاء العبودية في الجزائر وحذر من أن الجزائريين لن يخضعوا لفرنسا إلا إذا تم احترام دينهم وعاداتهم وممتلكاتهم وأنهم قد يثورون على الأرجح إذا ألغيت العبودية. أوضحت ثورة 1848 التي أعقبها المرسوم الذي جعل الجزائر جزءا من فرنسا وبالتالي خاضعة للقانون الفرنسي أن أي إلغاء فرنسي سيصبح أيضا قانونا في الجزائر الفرنسية وفي 27 أبريل 1848 أعلن البرلمان الفرنسي إلغاء العبودية وتجارة الرقيق قانونيا وتحرير جميع العبيد في جميع أنحاء الإمبراطورية الفرنسية ومستعمراتها بما في ذلك الجزائر الفرنسية.

#### التنفيذ
اختلف تنفيذ قانون الإلغاء بين أجزاء مختلفة من الجزائر والمسؤولين الفرنسيين المسؤولين محليا حيث استخدم الإداريون الاستعماريون التنفيذ المحلي للقانون كوسيلة لمعاقبة أو مكافأة النخب المحلية وفقا للمصالح الفرنسية. كانت النتيجة أن إلغاء العبودية وتجارة الرقيق في الجزائر كان محليا وتدريجيا للغاية.
فرض المسؤولون الفرنسيون في الجزائر التحرير ببطء وتدريجيا وكانت التعليمات للمسؤولين المحليين توخي الحذر الشديد في تطبيق القانون:
"نظرا لأن تحرير العبيد السود في الجزائر يمثل تهديدا للممتلكات العربية فيجب أن يتم ذلك تدريجيا فقط بدءا بالمدن الساحلية وتوسيعه إلى مدن الداخل ومن هناك إلى القبائل العربية".
حذر العديد من المسؤولين من أنه لتطبيق مرسوم التحرير سيتعين على الفرنسيين تعويض أصحاب العبيد وإلا فقد يكون هناك تمرد.
بعد مرور عقد من الزمان على التحرير الرسمي أصبح من الواضح أن التنفيذ الفعلي كان بطيئا وأن تجارة الرقيق كانت لا تزال قائمة. كتب المارشال الحاكم العام إلى مسؤول فرنسي محلي في 12 نوفمبر 1857: "تم بيع العبيد مؤخرا في أسواق معينة في الجزائر. لست بحاجة إلى تذكيرك بأن هذه التجارة مخالفة للقانون لكن يجب أن أوصيك بالحرص الشديد على التأكد من احترام حرف هذا القانون. يجب تحرير الرجال والنساء السود الذين يتم جلبهم إلى الجزائر للبيع على الفور دون السماح للتجار بالمطالبة بأي تعويض على الإطلاق".
في وقت متأخر من عام 1906 أفاد المسؤولون الفرنسيون أن تجارة الرقيق كانت لا تزال مستمرة بشكل علني في واحة الصحراء الجزائرية حيث كانت تجارة الرقيق ترى على أنها قانونية وشرعية وأي تطبيق لمرسوم التحرير لعام 1848 من شأنه أن يؤدي إلى تمرد مما دفع الفرنسيين إلى إصدار مرسوم جديد في يوليو 1906 يؤكد على عدم شرعية تجارة الرقيق في الجزائر.
بعد مرسوم التحرير بدأ العبيد في التقدم بطلبات التحرير من المسؤولين المدنيين الفرنسيين على ما يبدو على علم بالقانون كما عبر العبيد من المغرب وليبيا حيث كانت العبودية لا تزال قانونية إلى الحدود في الجزائر الفرنسية لتقديم طلبات التحرير من الفرنسيين. استمر العبيد في التقدم بطلبات التحرير من أصحابهم العرب من قبل السلطات الفرنسية منذ إعلان التحرير في عام 1848 حتى الحرب العالمية الأولى.

## معرض الصور

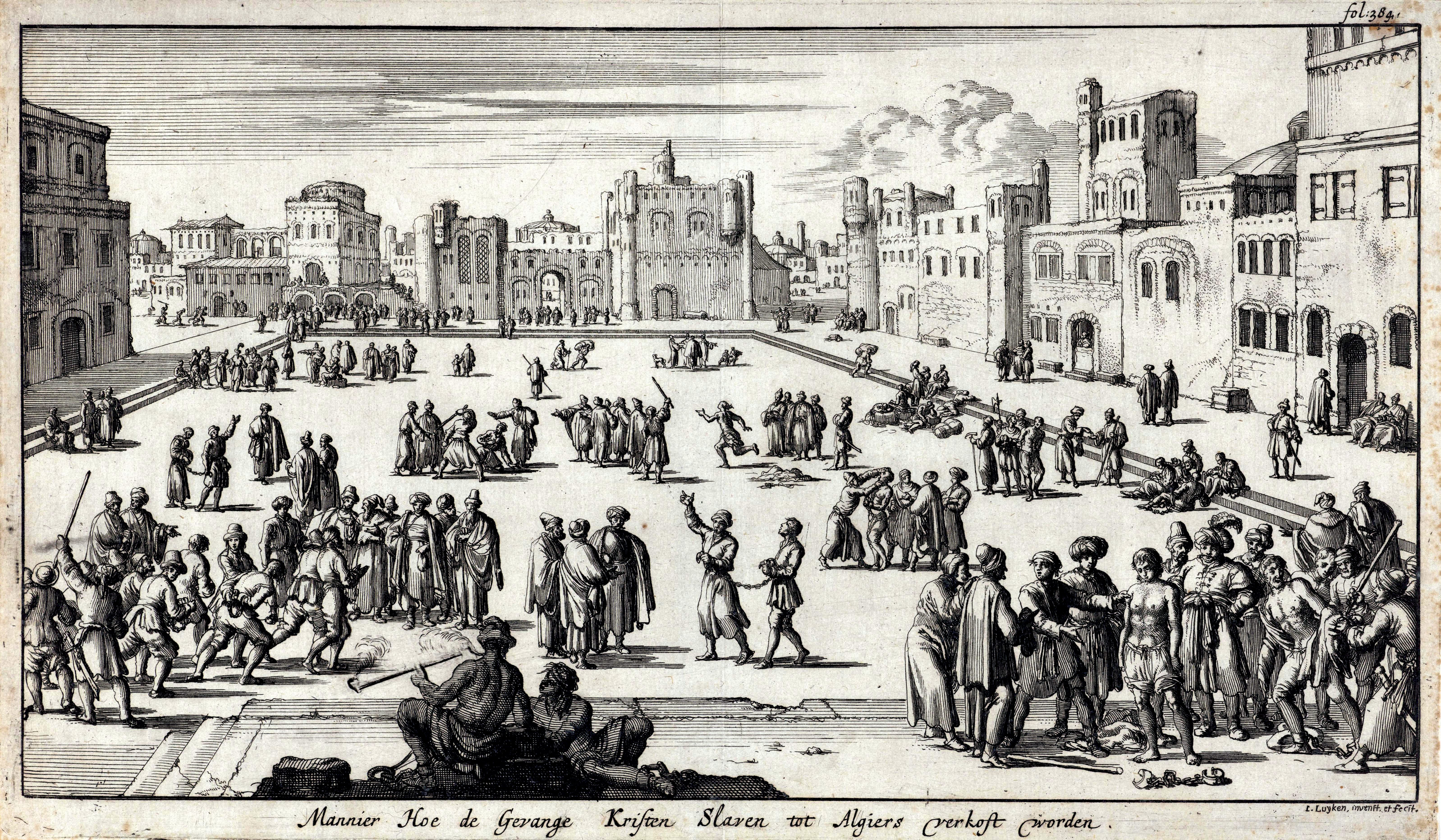
سوق العبيد في الجزائر في أوائل القرن السابع عشر.
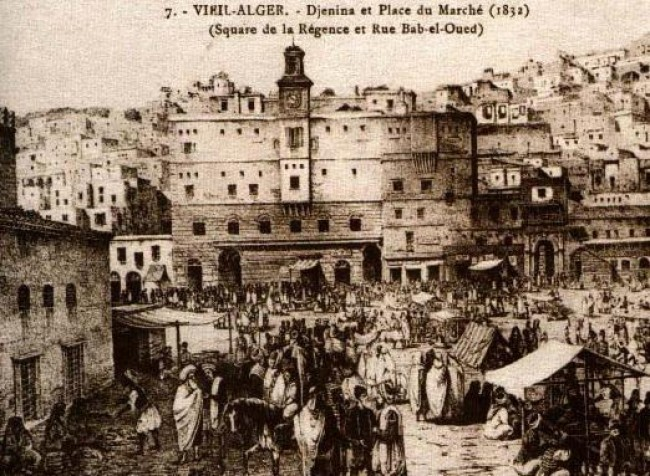
الجزائر 1832 - سوق العبيد القديم
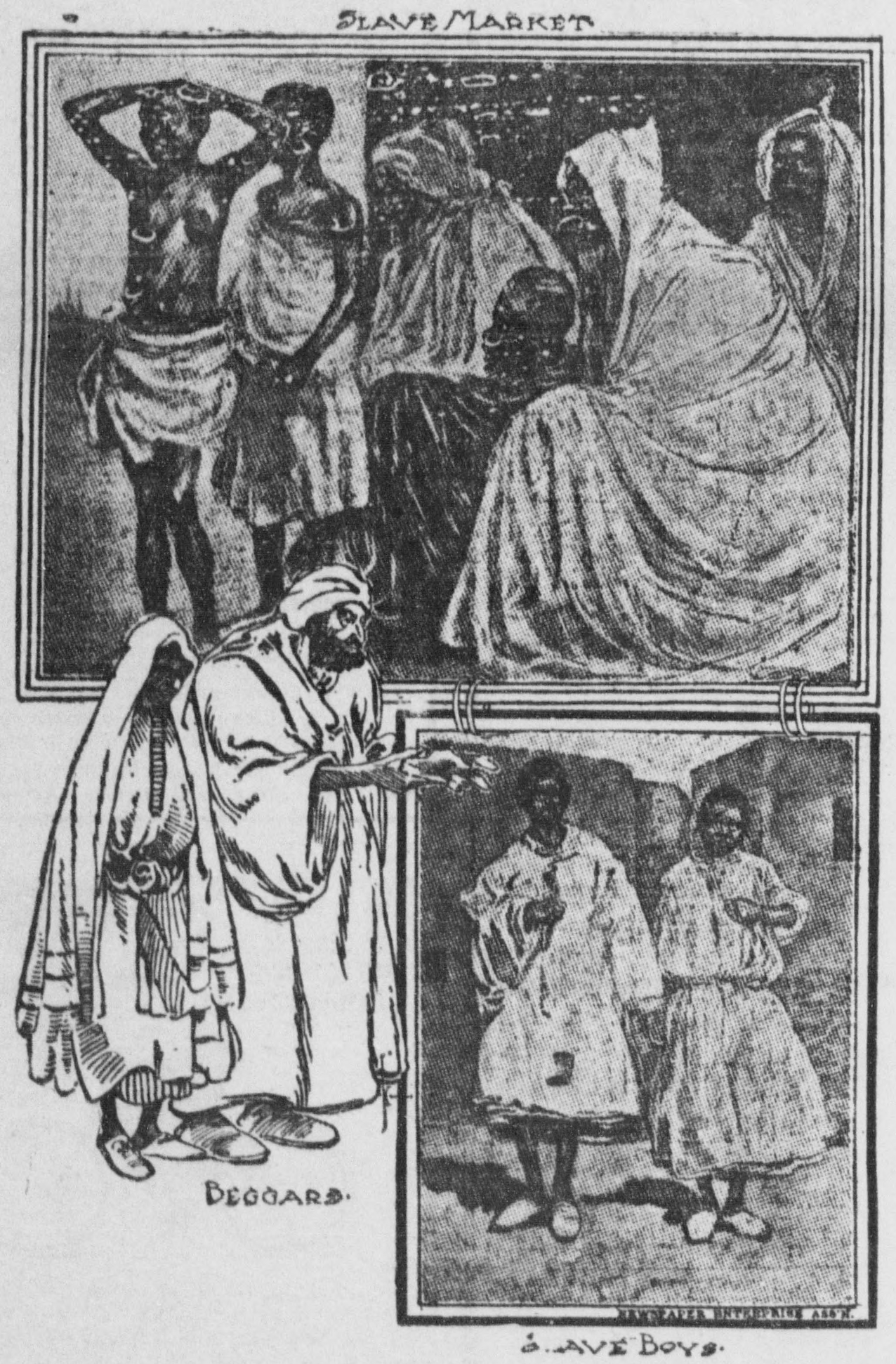
سوق العبيد في طنجة، 1904 (كولاج)
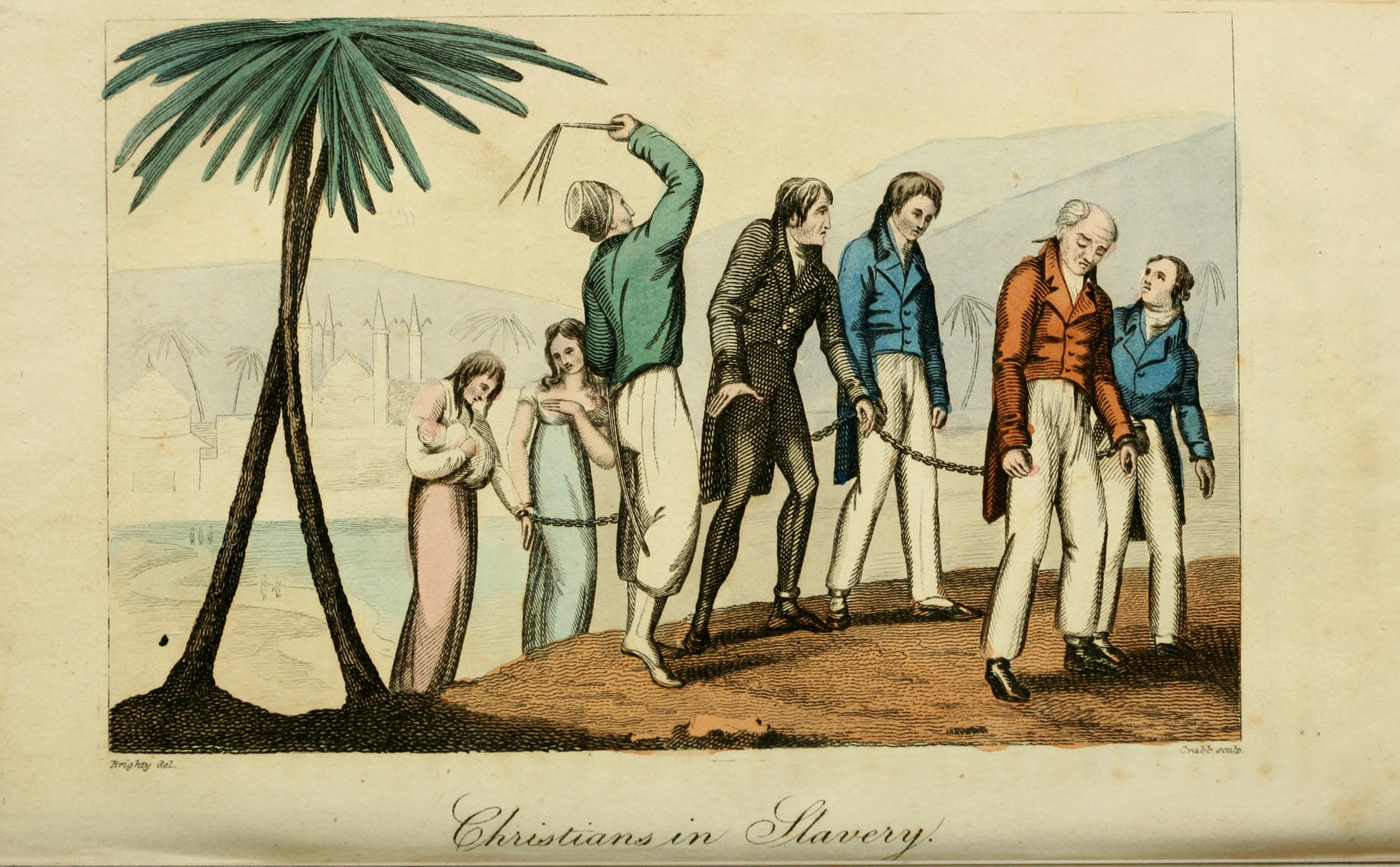
المسيحيون في العبودية
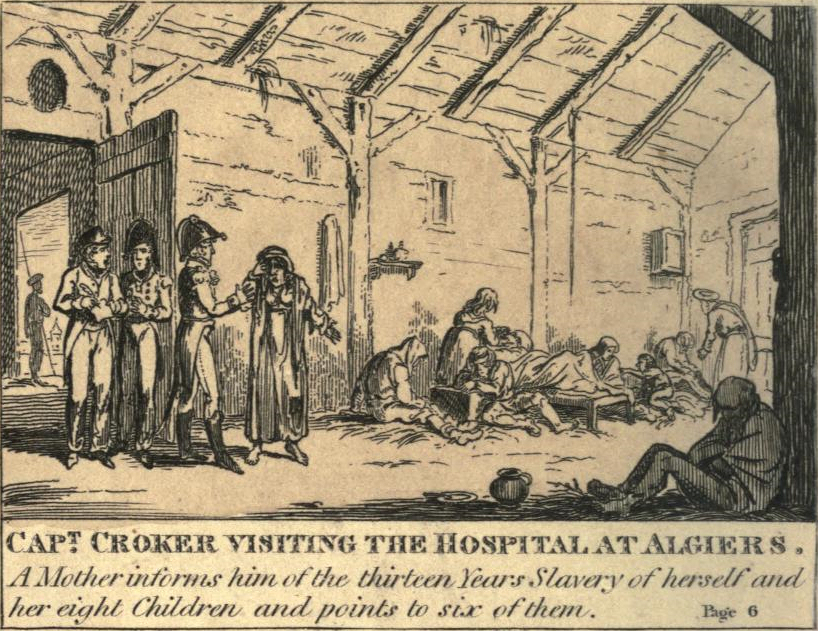
الكابتن والتر كروكر يزور المستشفى بالجزائر العاصمة 1816
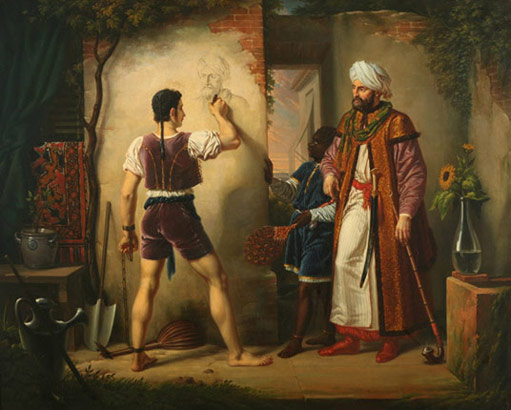
1819 عبدة برجيريت فيليبو ليبي في الجزائر العاصمة
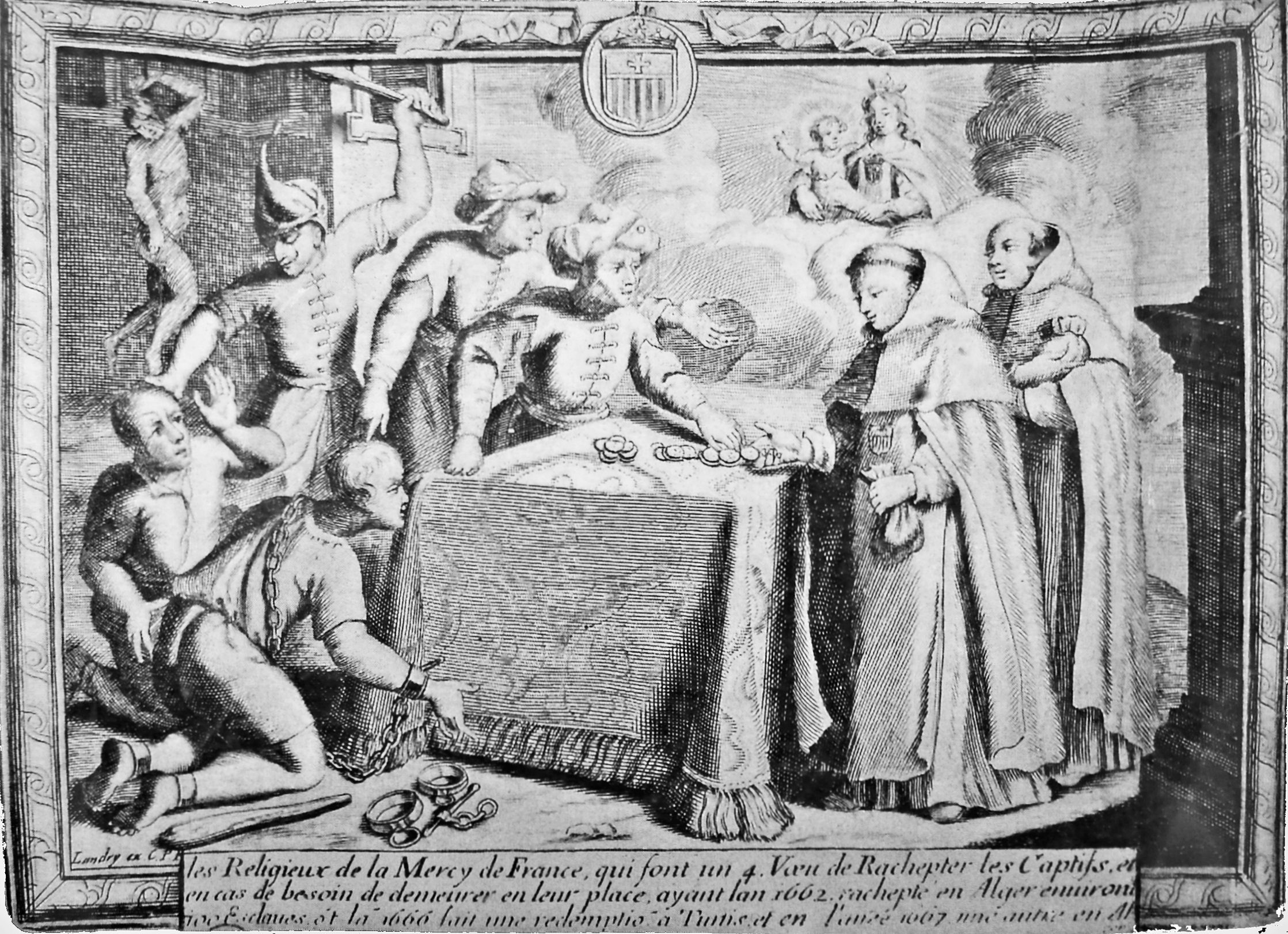
شراء الأسرى المسيحيين من بلاد البربر